# 홍콩 1호 간선

붉은색으로 선명하게 보이는 것이 홍콩 1호 간선의 실제 구간.

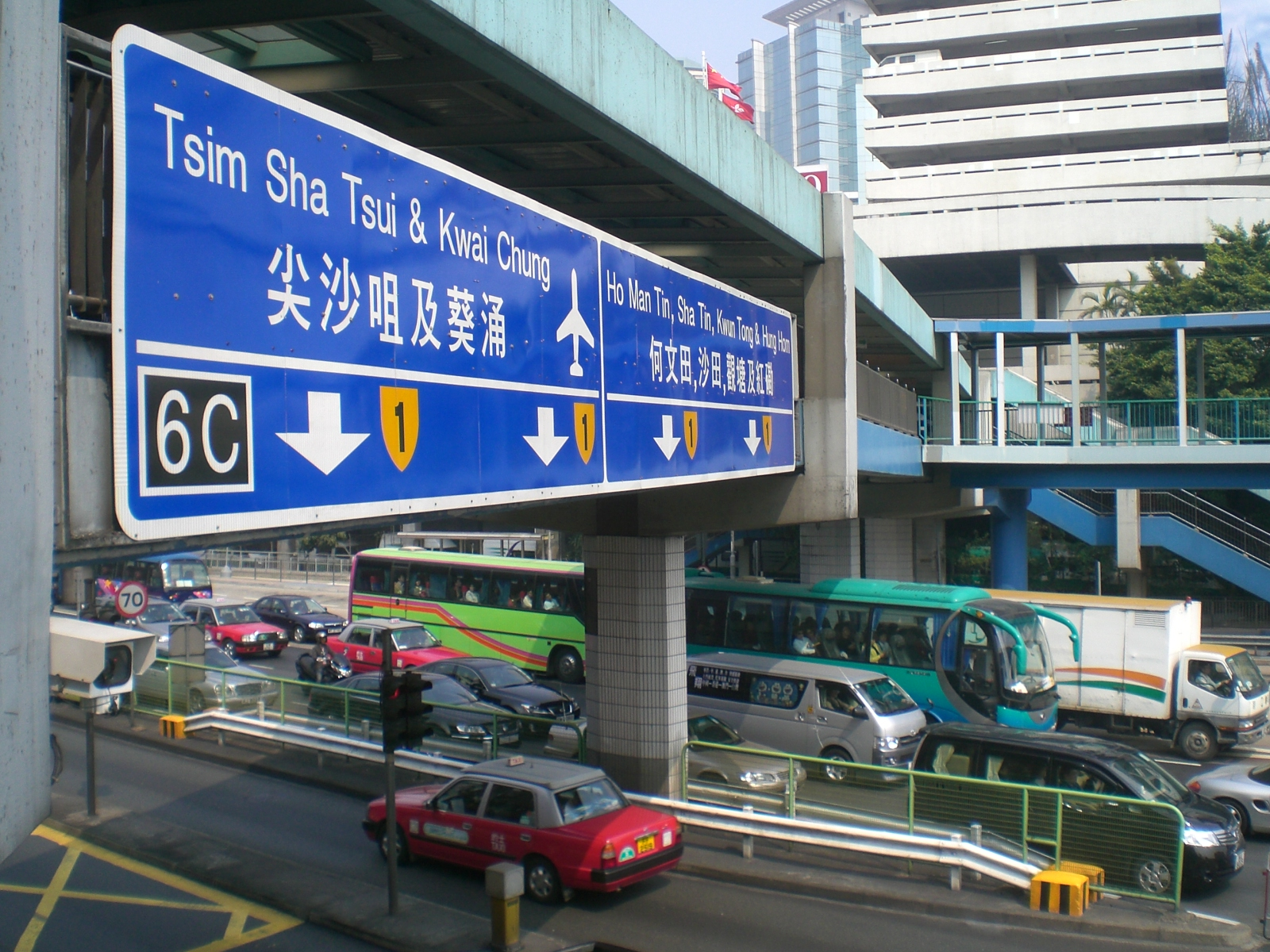
홍콩 해저터널로 향하는 길목

홍콩 1호 간선(중국어: 一號幹線, Route 1)은 난구의 샹강쯔에서 출발, 사틴구의 포탄까지 이어주는 총 연장 20.9 km의 간선도로 노선이다. 그러나 이 간선도로는 홍콩의 북부와 남부를 이어주는 도로망이기도 하며, 샹강쯔와 샤틴을 징검다리로 연결시켜 주게 되는 도로망이기도 하다. 그래서 홍콩의 맨해튼이라 불리는 코즈웨이베이로 연결시켜 주기도 하는 특이한 도로망이다.

## 역사
홍콩 1호 간선은 형식상 2004년부터 정식으로 노선 번호를 부여받아 제정되어 있던 것으로 드러난다. 그러나 도로 번호 체계 재편(관련 영어 위키백과 문서 보기)에 따라 1974년에 지정된 기존 번호 체계를 현재의 번호로 대신하여 뜯어고친 상태이다.

## 주요 경유지
- 난구 : 샹강쯔 - 웡척항
- 완자이구 : 해피밸리 - 모리슨힐(중국어판) - 이스트포인트 (홍콩)(중국어판)
- 야우짐웡구 : 훙험완(중국어판, 영어판) - 훙험(영어판)
- 가우룽싱구 : 호만틴(중국어판) - 마타우와이(중국어판) - 가우룬짜이(중국어판)
- 사틴구 : 다위(중국어판) - 사틴 - 포탄(중국어판)

## 통과하는 터널
- 애버딘 터널
- 홍콩 해저터널
- 사자바위 터널

## 연관 도로
- 워털루 로드